# École nationale supérieure de techniques avancées Bretagne
Fundada en 1971, l’École nationale supérieure de techniques avancées Bretagne, també anomenada ENSTA Bretagne, és una Grande école d'enginyeria de França. Està situada a Brest, França
L’ENSTA Bretagne és un establiment públic d'ensenyament superior i recerca tècnica.
L'Escola lliura 
- el diploma d'enginyer de ENSTA Bretagne (Màster Ingénieur ENSTA Bretagne)
- el diploma Màster recerca i de doctorat
- Mastère spécialisé
- MOOC.[3]